# FC Kray
El FC Kray 1909-1931, más conocido como FC Kray es un alemán de la ciudad de Kray que se encuentra en el distrito de Essen.

## Historia

### Kray SV 09, SV DJK Kray 09
El club fue fundado en 1909 por Willi Schroer y otros jóvenes locos por el fútbol y le pusieron el nombre de SV Kray 09. Se jugó por primera vez en un lugar cerca de la mina de Joachim de 1911, el club se trasladó a otro lugar el Döppelhahn. Debía haber sido hasta entonces 1920 cuando se produjo la adhesión a la Asociación Deportiva DJK, asociación denominacional moderada. El nombre del club cambió en DJK SV Kray 09a.

### VfL Kray 1931
En 1931, la Asociación para la Educación Física Kray fue fundada en reuniones inicialmente sueltas. La primera casa del club fue la Wilhelm Kefenhörster (ahora Kuhaupt-Schwenningen). Kefenhörster arrendada a los herederos Ridder un sitio ubicado en la Wilhelmstrasse para construir una instalación deportiva allí. La calle lleva el nombre de ruta Ridder hoy. Hasta 1935, el VfL jugó en la liga del condado de Gaus Gelsenkirchen. Desde 1935 Kray fue asignado a la Gau Essen. Durante la Segunda Guerra Mundial, el club tuvo éxito a pesar de la entrada de muchos jugadores al ejército para mantener el funcionamiento de los juegos de azar. Después de la Segunda Guerra Mundial todos los clubes se disolvieron por primera vez por el gobierno militar y prohíbe cualquier tipo de vida del club.
Ya en el verano de 1945, VfL estaba jugando el modo de reanudación y ya jugó en la primera temporada después de la guerra de la liga de distrito. Con base en los resultados medios del club en 1953 se levantó a partir de la segunda Kreisklasse, pero al año siguiente volvió a subir. En 1964 lograron entonces el ascenso de la liga de distrito. La clase se llevó a cabo hasta 1974. En 1980 logró una vez más el aumento en la liga de distrito.

### Fusión a FC Kray
En 1986 aumentando las departamentos de juventud (divisiones formativas) de VfL Kray, Kray DJK y unas ventas de alimentos y bebidas, con el fin de financiar los gastos de los departamentos. Esta colaboración llevó a la idea de una fusión de ambos equipos vinieron. En 1987 FC Kray fue fundada. Había un club con cuatro sénior y 13 equipos juveniles. Desde la primera plantilla del VfL jugó en la liga del condado, mientras que el DJK jugó en la liga del condado, el nuevo club de la liga de distrito ha sido ascendido. Ya en la primera temporada de la nueva promoción del club de la liga nacional. En la temporada 1988-89 había logrado una victoria fácil en la federación de la Liga del Bajo Rin. En 1993, el FCK volvió a la liga nacional.En 1996, el FCK ganó la Copa de la ciudad de con un triunfo de 2: 1 contra Rot-Weiss Essen.
En 2000, el ascenso se logró en la federación de la Liga de nuevo. Tres años más tarde, el club había logrado en la práctica para evitar el descenso en la Liga de la Federación, pero la Rheydter SV se declaró en quiebra y trasladó a su primer equipo fuera del torneo que opera la Oberliga Nordrhein. Debido a la nueva legislación sobre quiebras, el club se le permitió iniciar un nuevo comienzo en la quinta división. Hasta entonces, el plan era que los clubes insolventes en la clase círculo más bajo tuvieron que empezar de nuevo. El puesto 13 de la quinta división fue su posición tras su regreso salvándose de la zona de descenso y el FC Kray estaba de nuevo en la liga nacional.

### 2010-presente
Una vez que estaba hace un año casi relegado a la Liga del Distrito, logrado en la temporada 2010-11 el campeonato de la liga nacional, el FC Kray se levantó en el La Liga de Bajo Rin. En 2011 decidió la DFB - Bundestag hizo una reforma de la Liga Regional. En lugar de las tres temporadas que debería partir de la 2012/13 la temporada pasada cinco ligas independientes bajo la dirección de las asociaciones estatales y regionales como subestructura de la tercera Liga de Fútbol. Desde el NRW-Liga, los tres mejores equipos se fueron directamente a la nueva Liga Regional del Oeste. Lugares seis y cincuenta y seis jugado en contra de los maestros de las ligas de Asociación (Bajo Rin, Rin Medio y Westfalia) en una ronda de descenso con juegos de ida y vuelta, los otros puestos de clasificación para el cuarto más alto de la liga alemana. El FC Kray, Maestro de la federación Liga Niederrhein, fue junto con el tradicional KFC Uerdingen 05 los destinados a jugar la promación. El 7 de junio de 2012 fue el partido de ida en el Estadio Krefeld Grotenburg, el Kray FC ganó el juego ante 6.072 espectadores sorprendente con resultado a favor de 1: 0. El KFC Uerdingen 05 sufrió en el transcurso del juego dos amonestaciones de las tarjetas amarillas y rojas.
El partido de vuelta jugado el 10 de junio de 2012 tuvo que ser trasladado a Uhlenkrug Stadium desde el KrayArena, un sistema de césped sintético en el que el FCK generalmente juega sus partidos en casa, no era suficiente para el número esperado de audiencia. Un total de 4.500 espectadores estaban allí, incluyendo muchos aficionados de Rot-Weiss Essen. Tradicionalmente, muchos miembros y simpatizantes del FC Kray también son aficionados del RWE. Esto apoya los pequeños vecinos en la lucha por el ascenso. FC Kray también ganó el partido de vuelta. En la final fue 2: 0 y el FCK se ascendió a la Liga Regional del Oeste. Por lo tanto, el club logró dentro de los tres años de la aparición de la séptima a la cuarta liga.,
El club tendría pretensiones de muchos de los juegos caseros regionales no en el estadio nacional KrayArena puede darse de baja debido a que la capacidad del espectador es muy bajo, en casa y fuera los aficionados no pueden ser separados y no hay suficientes plazas de aparcamiento aún no están disponibles. Es cierto que el fútbol alemán del Oeste y la Asociación de Atletismo (WFLV) exigen los requisitos mínimos para el torneo regional muy reducido, pero la inversión en Kray debido a la cantidad esperada de espectadores en los partidos contra el Rot-Weiss Essen, es Wuppertal SV o Rot-Weiß Oberhausen demasiado pequeño, por lo que el club en un estadio más grande tuvo que evitar. Después de una temporada de un club regional fue relegado a la Oberliga Niederrhein. En la siguiente temporada, el FC Kray obtuvo el segundo lugar en la tabla y por lo tanto hizo las posibilidades de ascenso a la Liga Regional Oeste, como el maestro de la Oberliga Niederrhein, la SV-Hönnepel Niedermormter, renunció a la subida.

## Actual plantilla 2014/15
| Número        | Nacionalidad | Jugador            | Llegó al club | Último Club             |      |
| Meta          | Meta         | Meta               | Meta          | Meta                    | Meta |
| ------------- | ------------ | ------------------ | ------------- | ----------------------- | ---- |
| 1             | #            | Philipp Kunz C     | 2014          | Rot-Weiss Essen         |      |
| 30            | #            | Kai Henkel         | 2014          | Schwarz-Weiß Essen      |      |
| 33            | #            | Alexander Golz     | 2012          | FC Kray U19             |      |
| Defensa       |              |                    |               |                         |      |
| 2             | #            | Jan Klauke         | 2014          | FC Schalke 04 U23       |      |
| 3             | #            | Markus Wolf        | 2014          | TuRU Düsseldorf         |      |
| 4             | #            | Jörn Zimmermann    | 2014          | Fortuna Düsseldorf U23  |      |
| 5             | #            | Nico Blaszak       | 2013          | MSV Duisburg U19        |      |
| 11            | #            | Vincent Wagner     | 2014          | Rot-Weiss Essen         |      |
| 21            | #            | Philipp Meißner    | 2013          | SSVg. Velbert           |      |
| 22            | #            | Georgios Ketsatis  | 2014          | Schwarz-Weiß Essen      |      |
| 23            | #            | Christian Mengert  | 2014          | VfL Bochum U23          |      |
| 27            | #            | Kamil Waldoch      | 2014          | Schwarz-Weiß Essen      |      |
| Mediocampista |              |                    |               |                         |      |
| 6             | #            | Kevin Kehrmann     | 2010          | Wuppertaler SV          |      |
| 8             | #            | Ömer Akman         | 2014          | Rot-Weiß Oberhausen U23 |      |
| 10            | #            | Marvin Grumann     | 2014          | Rot-Weiß Oberhausen U23 |      |
| 13            | #            | Dominik Immanuel   | 2008          | Rot-Weiss Essen U23     |      |
| 15            | #            | Dominic Fialleck   | 2012          | FC Kray U19             |      |
| 20            | #            | Kevin Sokhan-Sanj  | 2014          | SV Schermbeck           |      |
| Delantero     |              |                    |               |                         |      |
| 7             | #            | Emre Yesilova      | 2014          | TSG Sprockhövel         |      |
| 17            | #            | Ilias Elouriachi   | 2007          | Schwarz-Weiß Essen      |      |
| 18            | #            | Zakaria Elouriachi | 2014          | Rot-Weiss Essen U23     |      |
| 19            | #            | Xhino Kadiu        | 2014          | TSG Sprockhövel         |      |
| 24            | #            | Eric Yahkem        | 2014          | Wuppertaler SV          |      |
| 29            | #            | Philipp Gödde      | 2014          | Schwarz-Weiß Essen      |      |